# Szöszös tintagomba
A szöszös tintagomba (Coprinellus radians) a porhanyósgombafélék családjába tartozó, Eurázsiában, Észak-Amerikában és Ausztráliában honos, lombos fák korhadó törzsén, ágain élő, nem ehető gombafaj. 

## Megjelenése
A szöszös tintagomba kalapja 2-3 (6) cm széles, fiatalon tojásdad, majd széles domborúan, ritkán kúposan kiterül. Színe sárgásbarna vagy narancssárgás, idősebben a szélétől kezdve elszürkül, közepe sötétokkeres marad. Felszínét a teljes vélumból származó apró, barna, korpaszerű szemcsék, pikkelykék borítják, amelyek idővel lekopnak. Felszíne szinte a kalap közepéig gyűrött-ráncos. 
Húsa vékony, törékeny, fiatalon fehéres színű. Szaga és íze nem jellegzetes.
Lemezei kissé tönkhöz nőttek vagy majdnem szabadon állók. Színük fiatalon fehér, később szürkésbarna, barnáslila, éretten elfeketednek, majd tintaszerűen elfolyósodnak.  
Tönkje 2,5-7,5 cm magas és 1,5-5 mm vastag. Alakja egyenletesen hengeres, töve gumószerűen megvastagodott, törékeny, belül üreges. Színe fehér. A tönk általában kiterjedt sárgás-narancsos színű, szöszös-gyapjas micéliumszövedékből (ozóniumból) nő ki.      
Spórapora fekete vagy feketésbarna. Spórájának mérete 8,5-12,6 x 5-7 µm. 

### Hasonló fajok
Hasonló ozóniumot csak a házi tintagomba fejleszt, amelytől szinte csak spórájának méretében különbözik. Néha ozónium nélkül nő; ilyenkor nehéz megkülönböztetni rokonaitól, pl. a kerti tintagombától vagy a sárgaszemcsés tintagombától. 

## Elterjedése és termőhelye
Eurázsiában, Észak-Amerikában és Ausztráliában honos. Magyarországon elterjedt, de nem gyakori.  
Lombos fák elhalt tuskóján, törzsén vagy talajon (eltemetett faanyagon), faforgácson található meg egyesével vagy néhányadmagával. Néha házakban is előfordul, nedves faanyagon a pincékben vagy akár fürdőszobai gyékényszőnyegeken. Kora tavasztól decemberig terem. 
Nem ehető. 